# アグネスからの贈りもの
『アグネスからの贈りもの』（アグネスからのおくりもの）は、1975年3月15日の『東宝チャンピオンまつり』で上映された映画である。

## 概要
アグネスが書いた自画像のイラストからもう一人のアグネスが出てきて展開が進む。アグネスの詩とアグネスの映像を取り入れた、アイドル歌手のプロモーションビデオ的な映画となっている。
前年（1974年）に上映されたフィンガー5の短編映画『ハロー!フィンガー5』が好評だったことから、当時人気アイドルだったアグネス・チャンを主演とした。しかし、『東宝チャンピオンまつり』内でアイドル短編映画が上映されるのは、これが最後となった。

## 映画の中で使われた曲
- ひなげしの花（オープニング）
- 小さな恋の物語
- 想い出の散歩道
- 雪
- ポケットいっぱいの秘密
- 愛の迷い子
- 恋人たちの午後

## 製作・スタッフ
- 製作：西川紀之
- 監督：山名兌二
- 脚本・構成：田波靖男
- 撮影：原一民
- 照明：小島正七
- 編集：中島常人
- 整音：東宝録音センター
- 現像：東洋現像所
- イラスト・詩：アグネス・チャン
- 協力：ワーナー・パイオニア株式会社
- 製作協力：渡辺プロダクション

## 同時上映
- メカゴジラの逆襲
- アルプスの少女ハイジ
- 新八犬伝
- サザエさん（テレビアニメ版）
- はじめ人間ギャートルズ

## その他
- 映像ソフト化はされていない。
- 同時上映の『メカゴジラの逆襲』に出演していた藍とも子は、後年に本作品監督の山名の近所に住んでいた時期があり交流もあったが、山名が本作品の監督であったことは知らず、後に『メカゴジラ-』の話題を出した際に本作品の監督であったことを明かされたという[2]。